# Kenneth Ma (autocoureur)

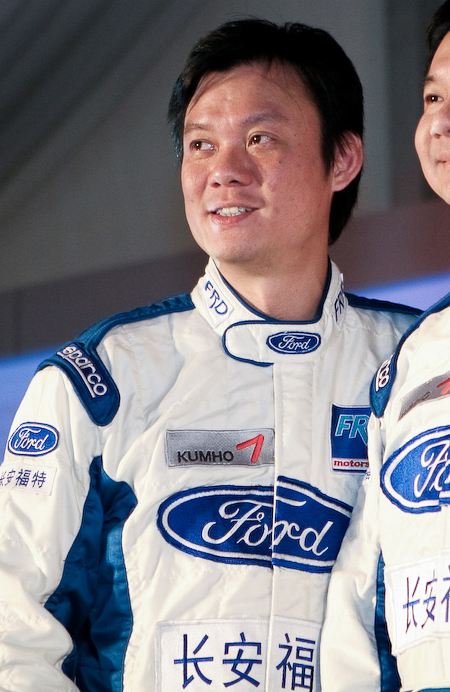

"Kenneth" Ma Hon Wah (Hongkong, 24 maart 1960) is een autocoureur uit Hongkong.

## Carrière
Ma begon zijn autosportcarrière in 2000 in de Aziatische Formule 2000 en werd dat seizoen zevende in de eindstand. In 2004 maakte hij de overstap naar de Aziatische Formule Renault Challenge en reed hier vele seizoenen, met een vierde plaats in de Master Class in 2013 als hoogtepunt. In 2008 maakte hij tevens zijn debuut in het Aziatische GT-kampioenschap en eindigde in zijn debuutseizoen direct als tweede in het kampioenschap. In 2009 maakte hij zijn debuut in de Clio Cup China Series en bleef hier actief tot 2014, het jaar waarin hij tweede werd in de A-klasse. In 2012 kwam hij uit in de Malaysian Super Series In 2013 nam hij deel aan de Renault Clio Cup Bohemia, terwijl hij in 2014 reed in de Eurocup Clio als onderdeel van de World Series by Renault. Dat jaar reed hij ook in de CTM Macau Cup.
In 2015 maakte Ma zijn debuut in de eerste race ooit van de TCR Asia Series op het Sepang International Circuit voor het team FRD HK Racing in een Ford Focus ST. Echter kon hij niet deelnemen aan de races omdat delen van zijn auto te laat arriveerden op het circuit. Desondanks mocht hij later dat jaar ook zijn debuut maken in de TCR International Series voor hetzelfde team in dezelfde auto. Hij kwam in de eerste race echter niet aan de start, terwijl hij de tweede race niet wist te finishen.